# Émile Hulten

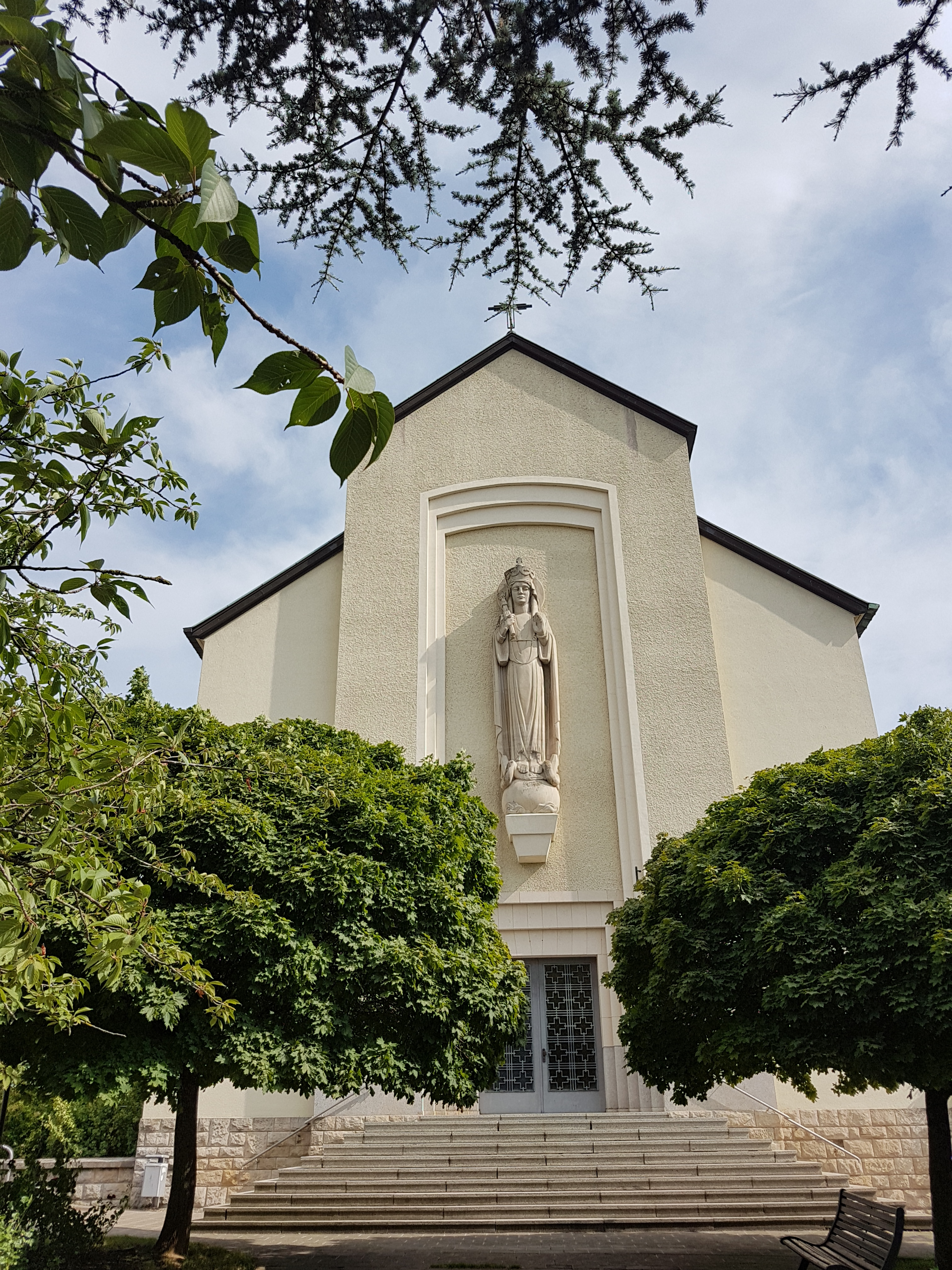
Regina Mundi (1953), Lallange

Emil Joseph (Émile) Hulten (Esch-sur-Alzette, 5 augustus 1914 – aldaar, 8 mei 1969) was een Luxemburgs beeldhouwer en houtsnijder.

## Leven en werk
Émile Hulten was van katholieken huize, hij werd geboren in Esch als zoon van timmerman Franz Hulten en Franziska Simon. Hij werd opgeleid aan het École d'artisans de l'État in Luxemburg-Stad, leerde houtsnijden aan de staatsvakschool in Oberammergau en studeerde in 1939 af aan de École nationale supérieure des arts décoratifs in Parijs.
Hulten beeldhouwde vooral christelijk-religieuze beelden, kruiswegen en reliëfs in gips, hout en steen, maar maakte ook linosnedes, meubeldecoraties en ornamenteel werk. Hij beschouwde zichzelf meer als ambachtsman dan als kunstenaar. In 1956 werd Hulten door Claus Cito, samen met Charles Kohl, betrokken bij het maken van het Monument aux Morts, een oorlogsmonument bij het Nationaal Verzetsmuseum in Esch-sur-Alzette. Hij was medeoprichter van de 'Association des Arts et des Métiers d'Art du Grand-Duché de Luxembourg' en lid van de Cercle Artistique de Luxembourg (CAL), waarmee hij meermaals exposeerde. In 1952 behaalde hij de eerste plaats bij een wedstrijd van de Cercle voor religieuze beeldhouwwerk en in 1957 ontving hij op de Salon de CAL de Prix Grand-Duc Adolphe. In 1957 nam hij ook deel aan een ontwerpwedstrijd voor een fronton en pilaren van de Pius X-kerk in Belair en won in beide categorieën. In 1960 hield hij zijn eerste solotentoonstelling in de gemeentelijke kunstgalerie in Esch.
Émile Hulten raakte in 1969 zwaar gewond bij een auto-ongeluk nabij Foetz. Hij werd naar het ziekenhuis in Esch overgebracht, waar hij op 54-jarige leeftijd overleed. Hij werd begraven in Lallange. In 1971 werd een herdenkingstentoonstelling gehouden in het Stadstheater in Esch. Daarbij werden 57 van de 153 bekende werken die hij vanaf 1946 had gemaakt getoond. In 2015 gaf Post Luxembourg een postzegel uit met het portret van Cito.

## Enkele werken
- 1945 Land van de Rode Aarde, gietijzeren reliëf. In 1946 door de gemeente van Esch geschonken aan de stad Moskou.
- 1946 ontwerp Medaille de Mérite du Comité Olympique Luxembourgeois.
- 1956 Mijnwerker, standbeeld op het Norbert-Metz Plaz in Esch. Ontworpen in 1956, postuum in 1969 in brons uitgevoerd en geplaatst.
- 1953 Regina Mundi, Maria als koningin van de wereld, gevelbeeld boven de ingang voor de Mariakerk van Lallange. In de kerk houten beelden van het Heilig Hart van Jezus, Johannes de Doper en Sint-Jozef (1953) en een doopvont (1963) van Hulten.
- 1954 Sint-Christophorus, beeld van acaciahout, in de parochiekerk van Mondorf-les-Bains.
- 1955 gevelbeeld van Sint-Franciscus voor de kapel Jésus-Ouvrier in Raemerich, Esch.
- 1956 Grève, Malgré nous, Déportation en Maquis, basreliëfs voor het Monument aux Morts bij het Musée national de la résistance, in Esch-sur-Alzette.
- 1957 Dévotion, ontwerpen fronton en pilaren voor de Pius X-kerk in Belair.
- 1960 Mater Dolorosa voor het hoogaltaar van de Sint-Michaelskerk van Beaufort.
- 1965 À nos morts, Tweede Wereldoorlog-monument in Medernach.
- 1967-1968 Pieta voor de parochiekerk in Boevange-sur-Attert.
- 1968 Sint-Mattheüs, standbeeld in Wellenstein.[6]
- Smelter ('Schmelzaarbechter'), standbeeld aan de Groussgaass in Esch.
- À la gloire de nos enfants, Tweede Wereldoorlog-monument voor Dalheim, Filsdorf en Welfrange in Dalheim.
- Notre-Dame de la Résistance of Madonna van het Verzet, in 1982 geplaatst in een zijkapel van de Heilig Hartkerk in Esch.
- kruiswegen uitgevoerd in hout, leisteen en linosnede, voor kerken in onder andere Bavigne, Bettembourg, Biwisch, Burmerange, Buschdorf, Contern, Ehlerange, Ermsdorf, Howald, Lieler, Lintgen, Marnach, Medernach, Oetrange, Pétange, Rippweiler, Steinfort, Soleuvre en Wolwelange.

## Fotogalerij

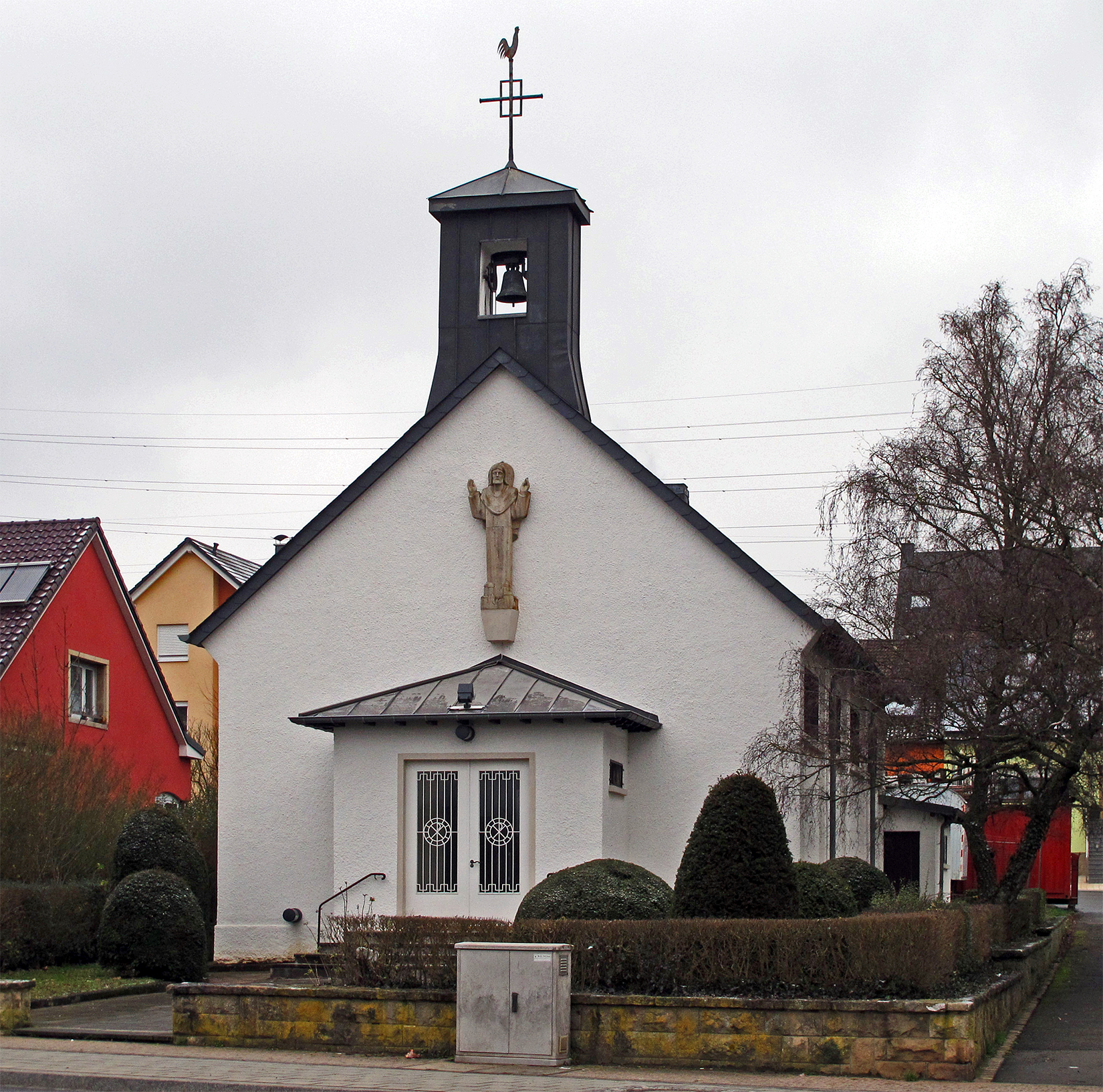
Sint-Franciscus (1955), Raemerich
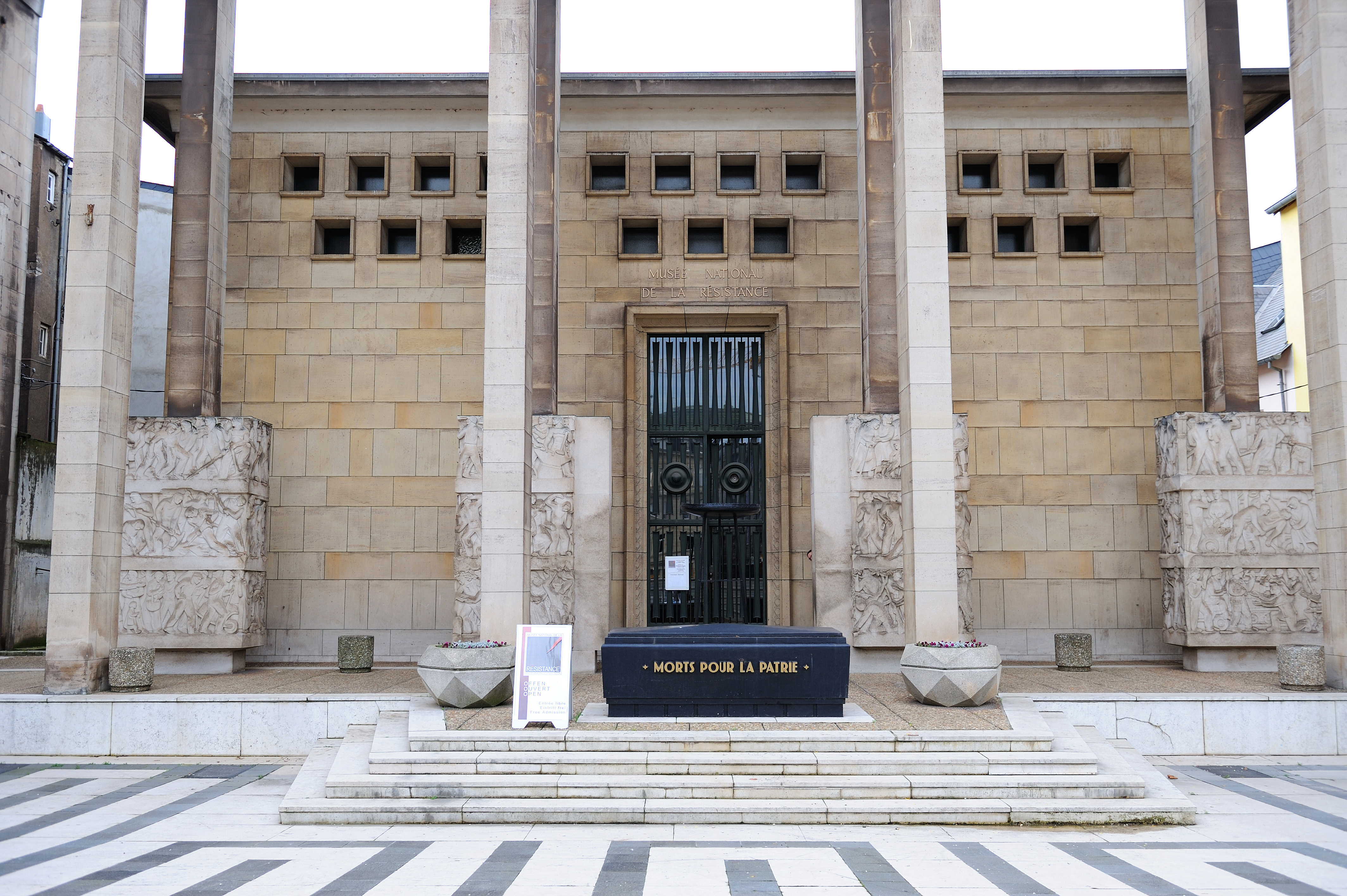
Monument aux Morts (1956), Esch-sur-Alzette
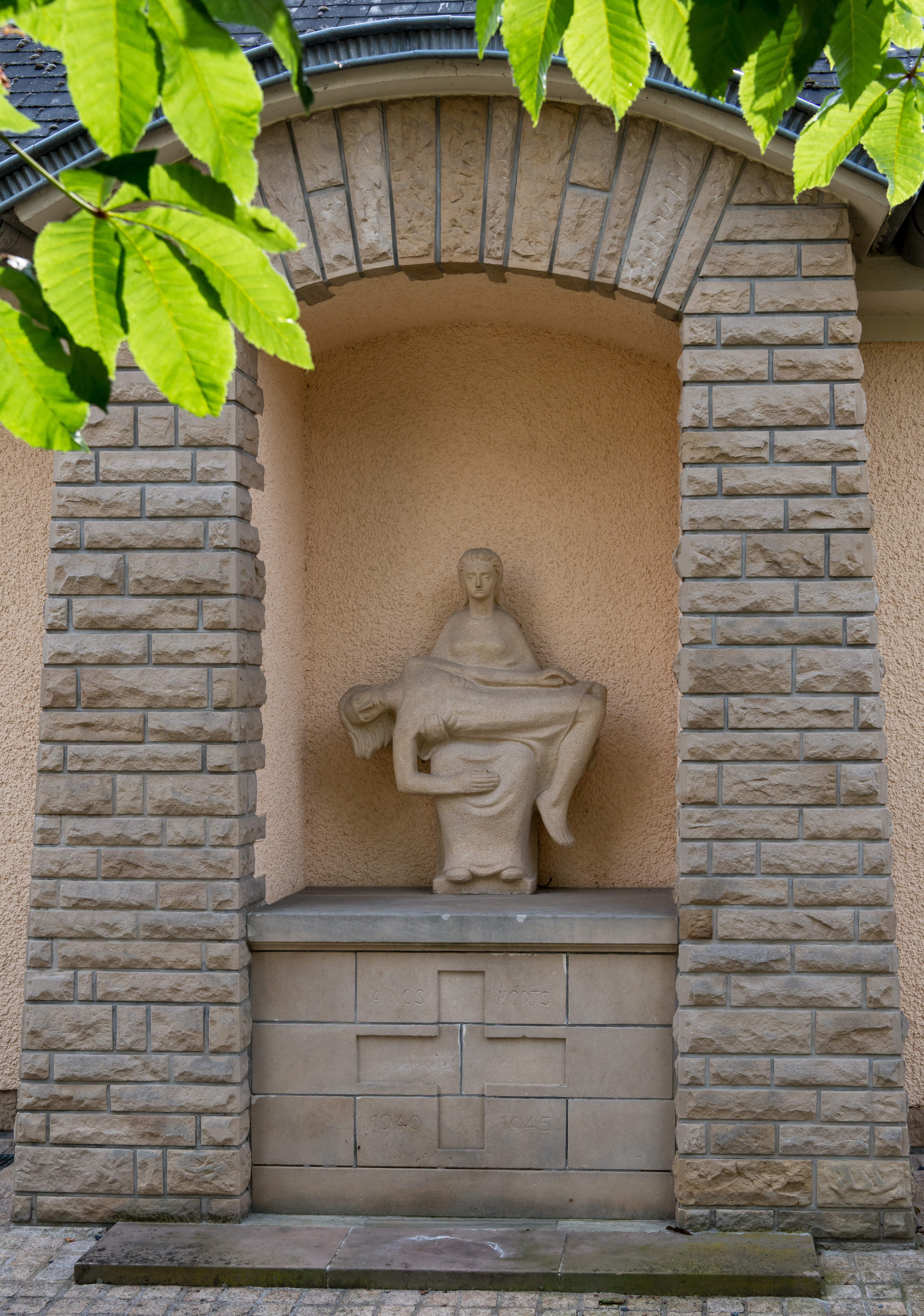
À nos morts (1965), Medernach
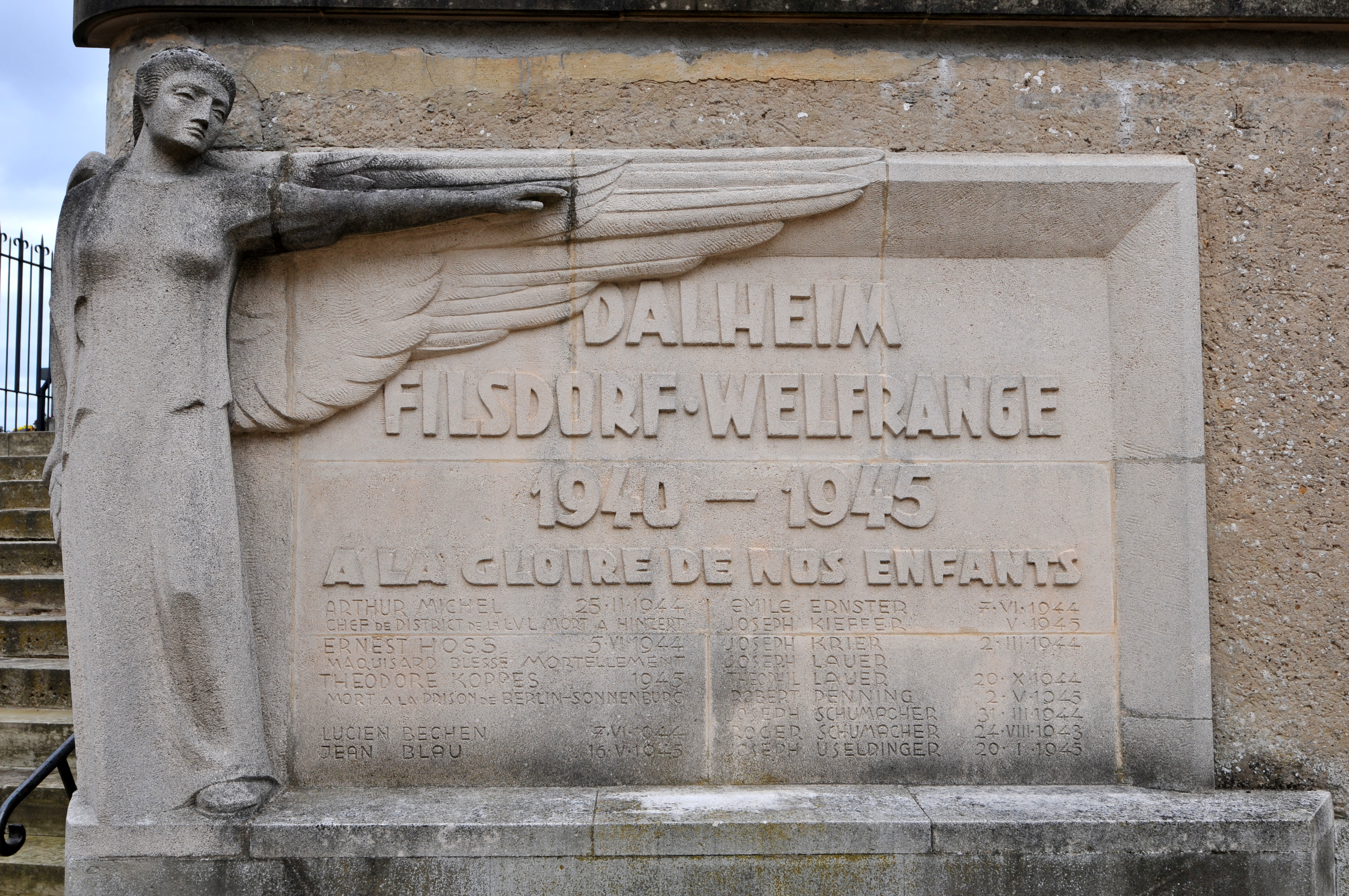
À la gloire de nos enfants, Dalheim

- Musée national d'archéologie, d'histoire et d'art: lkl001667